# Nenad Mirosavljević
Nenad Mirosavljević (en serbi: Ненад Миросављевић; nascut el 4 de setembre de 1977) és un futbolista serbi, que ocupa la posició de davanter.

## Trajectòria
Inicia la seua carrera al Proleter Zrenjanin, per a la campanya 96/97, en la qual marca cinc gols en 19 partits. El 2000 marxa al Sartid Smederevo, on marcaria una seixantena de gols en quatre temporades, repetint la xifra de 15 dianes en quatre anys consecutius.
Aquesta regularitat golejadora crida l'atenció del Cadis CF, que el fitxa a l'agost del 2004. Hi passa dos anys a Andalusia, un a Primera i l'altre a Segona Divisió, amb un total de 8 gols en 37 partits.
Entre l'estiu de 2006 i gener de 2007 milita al FK Partizan, amb qui juga la Copa de la UEFA. Després d'una cessió a la UD Vecindario, de la Segona Divisió espanyola, recala al FK Smederevo.
El gener de 2008 fitxa per l'APOEL xipriota. A la temporada 09/10, hi disputa la Champions League amb l'APOEL, marcant contra l'Atlètic de Madrid i el Chelsea FC.

## Títols
- Copa de Sèrbia i Montenegro: 02/03
- Lliga de Xipre: 08/09
- Copa de Xipre: 07/08
- Supercopa de Xipre: 2008, 2009